# 田嶋一夫
田嶋 一夫（たじま かずお、1941年6月9日 - 2016年9月5日）は、日本の国文学者。国文学研究資料館第一文献資料室長、いわき明星大学人文学部長・人文学研究科長、通産省工業技術院漢字符号系調査研究委員会委員長。

## 経歴
群馬県生まれ。早稲田大学教育学部国語国文学科、同大学院文学研究科博士課程を修了（論文未提出）。国文学研究資料館助手、助教授、情報処理室長、第一文献資料室長を経て、1987年退官。その後は、いわき明星大学教授に就任。国文学研究資料館時代に日本語（漢字）のJIS規格制定作業に携わった。
2016年9月5日、内臓疾患のため死去。

## 著書

### 単著
- 『中世往生伝と説話の視界』,笠間書院,2015年

### 共著
- 『文字・表記と語構成』,朝倉書店,1997年
- 『室町物語集』,岩波書店、1989年
- 『続古事談』,おうふう,2002年